# Oxytropis tudanensis
Oxytropis tudanensis är en ärtväxtart som beskrevs av X.Y.Zhu, H.Ohashi och Si Feng Li. Oxytropis tudanensis ingår i släktet klovedlar, och familjen ärtväxter. Inga underarter finns listade i Catalogue of Life.